# ماکسیم مورن
ماکسیم مورن (به فرانسوی: Maxime Mourin) (۱۹۰۵-۱۹۸۰) نویسندهٔ فرانسوی بود.

## آثار
تاریخ دول معظم کتابی از ماکسیم مورن با ترجمهٔ علی‌اصغر شمیم است که در سال ۱۳۳۸ منتشر و برندهٔ جایزه کتاب سال سلطنتی شد.